# Meridiano 1 W
O meridiano 1 W é um meridiano que, partindo do Polo Norte, atravessa o Oceano Ártico, Oceano Atlântico, Irlanda, África, Oceano Antártico, Antártida e chega ao Polo Sul. Forma um círculo máximo com o meridiano 179 E.
Começando no Polo Norte, o meridiano 1º Oeste tem os seguintes cruzamentos:
| País, território ou mar | Notas                                           |
| ----------------------- | ----------------------------------------------- |
| Oceano Ártico           |                                                 |
| Oceano Atlântico        |                                                 |
| Reino Unido             | Escócia - Ilhas Yell e Hascosay                 |
| Mar do Norte            |                                                 |
| Reino Unido             | Escócia - Ilha Whalsay                          |
| Mar do Norte            | Passa a leste da ilha Noss, Escócia             |
| Reino Unido             | Inglaterra                                      |
| Canal da Mancha         | Passa a leste da ilha de Wight                  |
| França                  |                                                 |
| Espanha                 |                                                 |
| Mar Mediterrâneo        |                                                 |
| Argélia                 |                                                 |
| Marrocos                | parte mais oriental do país - cerca de 1 km     |
| Argélia                 |                                                 |
| Mali                    |                                                 |
| Burquina Fasso          |                                                 |
| Gana                    |                                                 |
| Oceano Atlântico        |                                                 |
| Oceano Antártico        |                                                 |
| Antártida               | Terra da Rainha Maud, reivindicada pela Noruega |